# Camilo Sanvezzo
Camilo Sanvezzo (* 21. července 1988, Presidente Prudente, Brazílie) je brazilský fotbalový útočník působící v mexické Tijuaně.

## Klubová kariéra
S profesionální kariérou začal v roce 2009 brazilském SC Corinthians Alagoano. Po necelém roce se vydal do Evropy, přestoupil do maltského Qormi FC. Za Qormi debutoval 30. srpna 2009 proti Sliema Wanderers FC, v utkání vstřelil gól, rozhodl o vítězství 1:0 a byl vyhlášen hráčem utkání. V utkáních proti Msida Saint-Joseph FC a úřadujícím šampionům Hibernians FC vstřelil hattricky. V polovině sezony na něj přišla nabídka z Jižní Koreje, klub ale nabídku odmítl, jelikož byla příliš nízká. Svými 24 góly ve 22 zápasech pomohl Qormi ke 3. místu v lize a stal se nejlepším střelcem ligy. V červenci 2010 přestoupil do Gyeongnam FC hrající jihokorejskou K League 1. V prvním týmu se ale pořádně nechytil, odehrál pouhých 6 utkání, nevstřelil žádný gól. Na začátku roku 2011 byl na zkouškách v kanadském Vancouver Whitecaps FC, kde uspěl a v březnu 2011 podepsal smlouvu. V MLS debutoval 19. března 2011 proti Torontu. Své první dva góly vstřelil 2. dubna Kansasu, oba góly dal v nastavení druhého poločasu (90'+2', 90'+3'), zachránil tak remízu 3:3 a stal se prvním hráčem historie MLS, který v nastavení vstřelil dva góly. Na konci sezony byl vyhlášen nejlepším hráčem Whitecaps, ve své první sezoně vstřelil 12 gólů. V únoru 2012 Camilo prodloužil ve Vancouveru smlouvu. Na výkony z předchozí sezony ale nenavázal, zaznamenal pouhých 5 gólů a 7 asistencí. V sezoně 2013 se mu ale opět dařilo, zaznamenal 22 gólů a byl nejlepším střelcem ligy. Po vydařené sezoně byl terčem přestupových spekulací, mluvilo se například o norském Rosenborgu, prezident Whitecaps Bob Lenarduzzi prohlásil, že Camilo zůstává a klub s ním pro rok 2014 nadále počítá. V lednu 2014 začal být Camilo spojován s mexickým Querétarem, některá média uváděla, že přestup byl již stvrzen. Vedení Whitecaps okamžitě uvedlo, že se informace nezakládají na pravdě a informace byly staženy i z webových stránek mexického týmu. Navzdory tomu se ale Canvaezzo objevil na tréninku Querétara. Vedení kanadského týmu označilo Sanvezzovo chování za „nepřijatelné, nevhodné a neprofesionální“. Reakce fanoušků byla rozpolcená, hněv šel na Camila i na vedení Whitecaps za přístup k situaci. Přestupová sága byla ukončena 17. ledna 2014, když Vancouver obdržel přestupovou částku 2,1 milionu dolarů (rekord klubu).